# Jenisch-Haus (Hamburg)

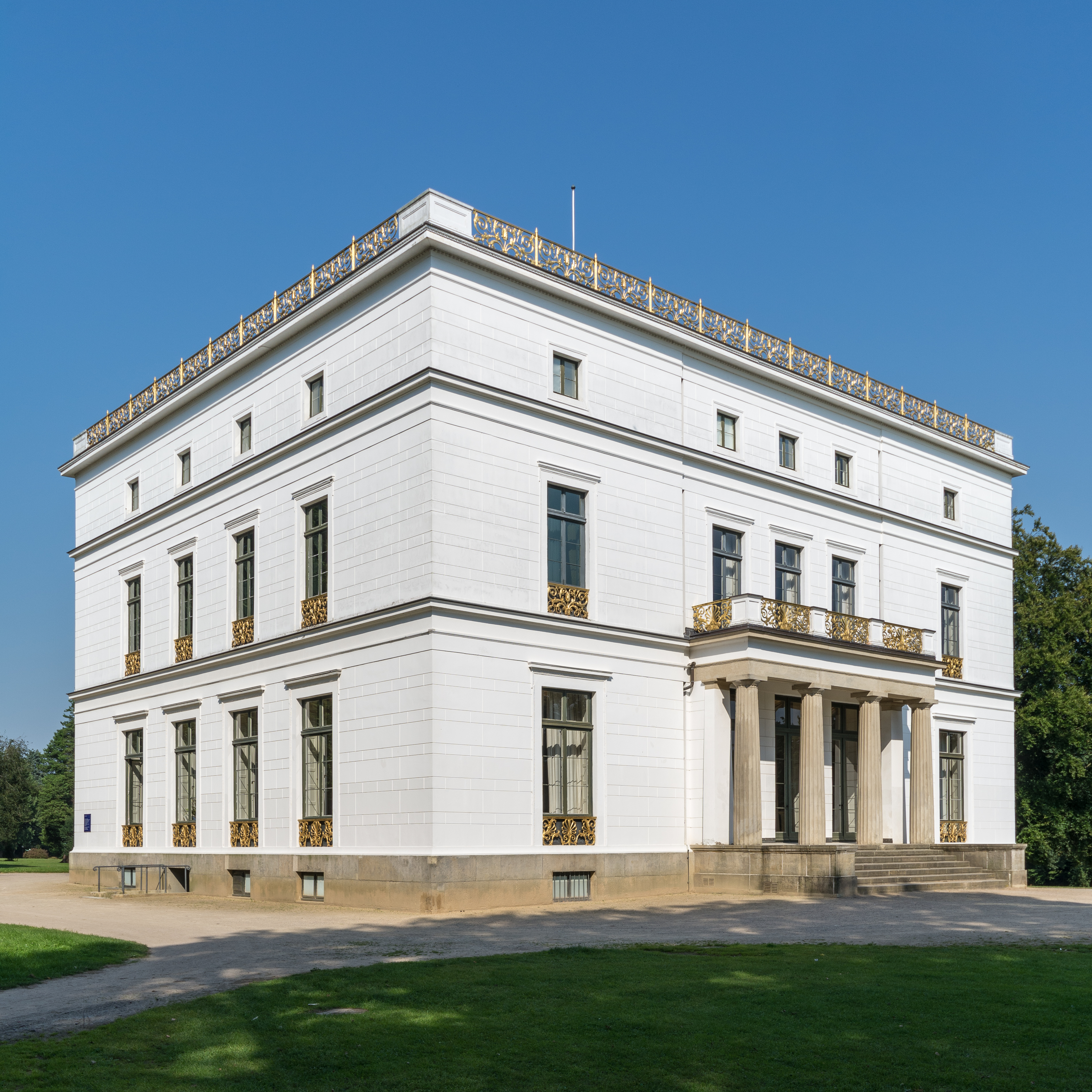
Elbfront des Jenisch-Hauses

Das Jenisch-Haus (Eigenschreibweise Jenisch Haus) ist ein klassizistisches Landhaus in Klein Flottbek, einem Stadtviertel im westlichen Hamburg, das über einen Park hinweg einen weiten Blick über die Elbe bei Teufelsbrück zulässt. Das Museum für Kunst und Kultur an der Elbe wird als Außenstelle des Altonaer Museums geführt und zeigt im Erdgeschoss repräsentative Säle. In den oberen Etagen präsentieren wechselnde Ausstellungen Themen aus der Kunst- und Kulturgeschichte insbesondere des 19. Jahrhunderts.

## Das Jenisch-Haus

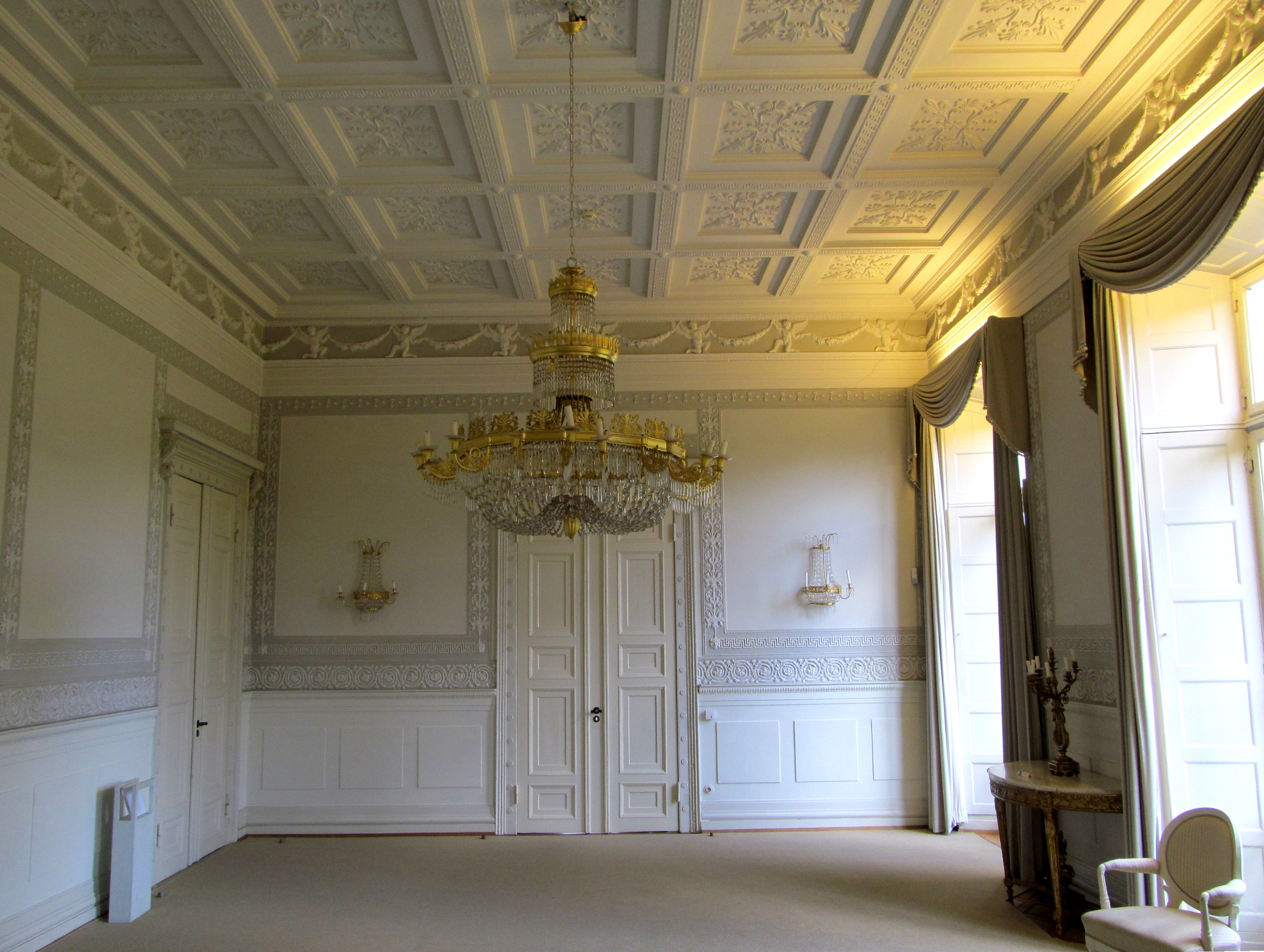
Weißer Saal

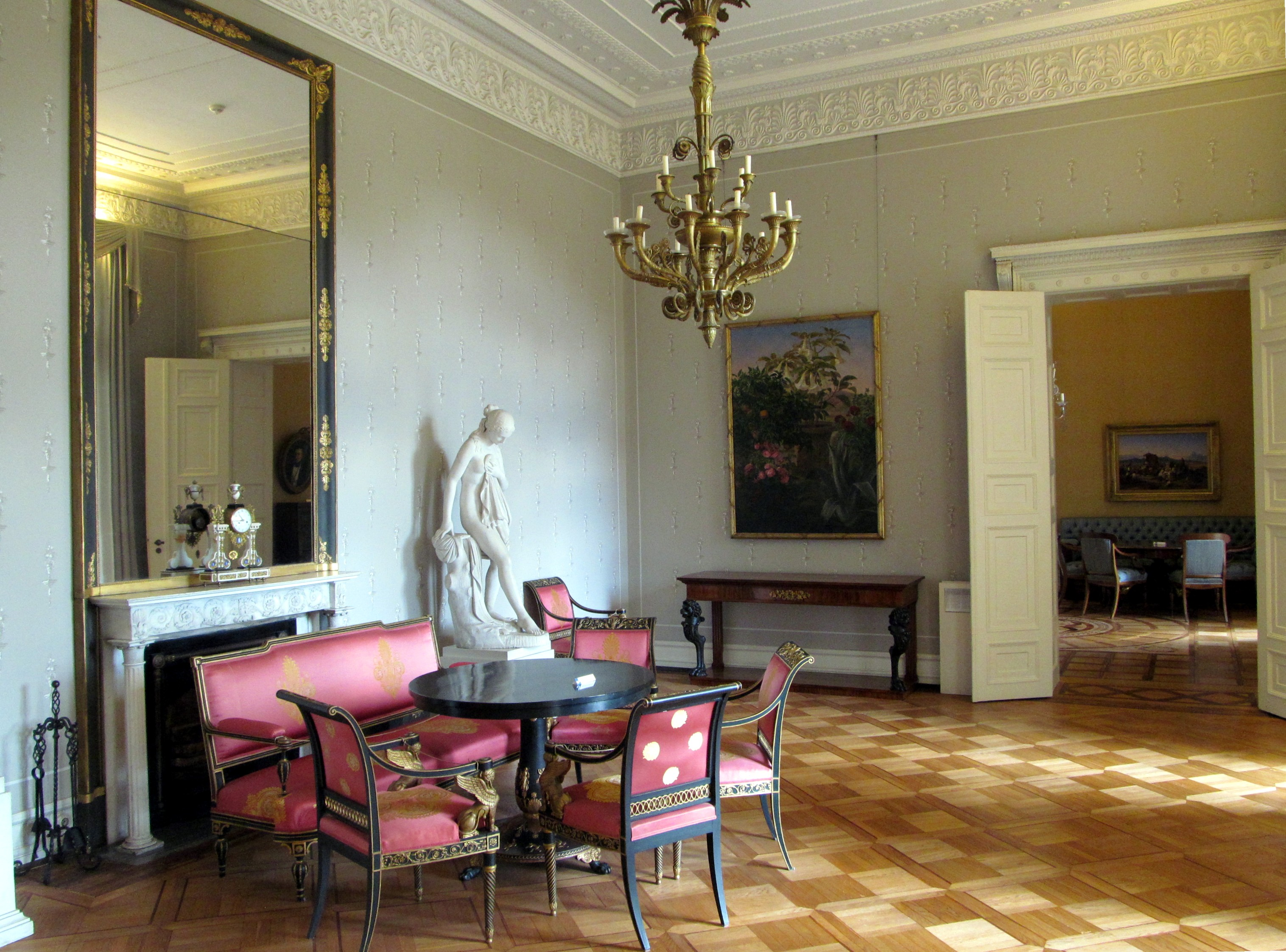
Unterer Elbsalon

Das Jenisch-Haus wurde zwischen 1831 und 1834 im Auftrag von Martin Johann Jenisch dem Jüngeren durch den Architekten Franz Gustav Forsmann gebaut. Jenisch war seit 1827 Senator und Präses der Baudeputation. Er hatte nach dem Hamburger Brand von 1842 wesentlichen Anteil an der Planung des Wiederaufbaus. 1828 kaufte er vom Baron Voght, der wegen seines Alters sein Gut in Klein Flottbek nicht mehr so aktiv bewirtschaften konnte und auch in Finanznöte geraten war, den Flottbeker Besitz. Vom dänischen König ließ er 1829 Flottbek zum Kanzleigut erheben.
Die ursprünglichen Entwürfe Forsmanns, der ein Angestellter der Baudeputation war, legte Jenisch dem Architekten Karl Friedrich Schinkel vor, der ein ganz neues, für Jenisch überdimensioniertes Landhaus entwarf. Forsmann überarbeitete daraufhin seinen Entwurf und übernahm einige Anregungen Schinkels. Diese Entwürfe befinden sich heute im Staatsarchiv Hamburg.
Das Gebäude besteht aus einem kompakten Kubus, der sparsam mit klassizistischen Elementen dekoriert ist. Auffälligste Zierde sind der dorische Portikus zur Elbseite sowie das zierliche Geländer oberhalb des Dachgesimses. Die Aufteilung des Hauses steht – obwohl für einen Bürger gebaut – noch ganz in der Tradition des fürstlichen Landschlösschens. Im Erdgeschoss, das zugleich das Stockwerk mit der höchsten Raumhöhe ist, befinden sich die großen Repräsentations- und Gesellschaftsräume. Hervorzuheben sind hier das Vestibül mit dem durch alle Etagen reichenden Treppenhaus, der in weiß gehaltene Speisesaal sowie der zum Strom gerichtete Elbsalon.

## Museum
1936 wurde das Jenisch-Haus zum Museum. Im Inneren wurde das Haus 1955 zum Museum für hanseatische Wohnkultur umgebaut. Heute ist es eine Außenstelle des Altonaer Museums, seit 2007 unter Leitung der Kulturwissenschaftlerin Nicole Tiedemann-Bischop. Seit dem 1. Januar 2008 gehört das Jenisch Haus zur Stiftung Historische Museen Hamburg.
Das erste Stockwerk beherbergte einstmals die privaten Wohnräume des Senators und seiner Familie. Diese museal genutzten Räume zeigen heute Ausstellungsstücke zur Wohnkultur der vergangenen Jahrhunderte. Das oberste und zugleich das Stockwerk mit der niedrigsten Raumhöhe war ursprünglich der Dienerschaft vorbehalten, heute finden hier wechselnde Ausstellungen statt.

## Jenischpark
Der umgebende Park war um 1800 von Caspar Voght als rural farm angelegt worden, der heutige, 42 Hektar große Jenischpark bildete seinen parc du midi und wurde 1828 nach dem Erwerb durch Jenisch von Johann Heinrich Ohlendorff umgestaltet. Von der Elbchaussee führt das neobarocke Kaisertor (erbaut 1906, restauriert 2005) in den Park, in dem neben dem Ernst-Barlach-Haus (1961 nach Plänen von Werner Kallmorgen erbaut) auch die „Eierhütte“ (Nachbau der „Mooshütte“ von ca. 1790 mit der von Voght stammenden Giebelinschrift Amicis et quieti, dt. den Freunden und der Muße [gewidmet]) zu finden ist. Teile des Parks, insbesondere die Feuchtwiesen der Flottbek, stehen seit 1982 als Naturschutzgebiet Flottbektal unter Naturschutz.
1927 wurde der private Park von der Stadt Altona gepachtet, 1939 erworben und damit der Öffentlichkeit zugänglich gemacht.

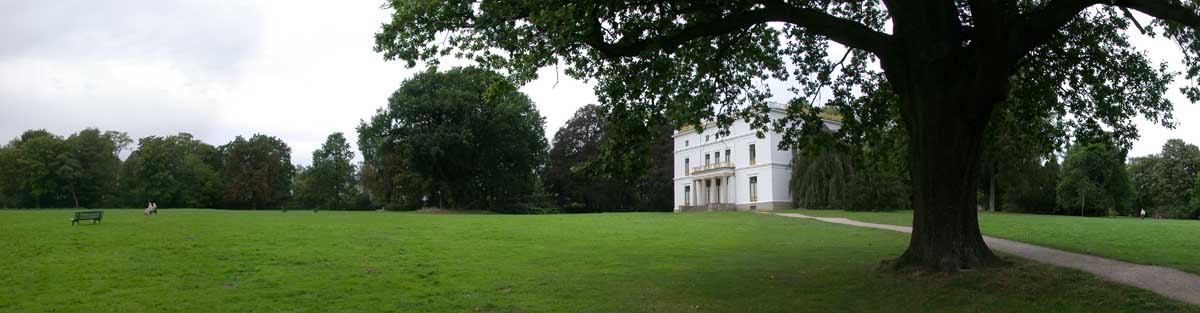
Panorama des Parks und des Jenisch-Hauses

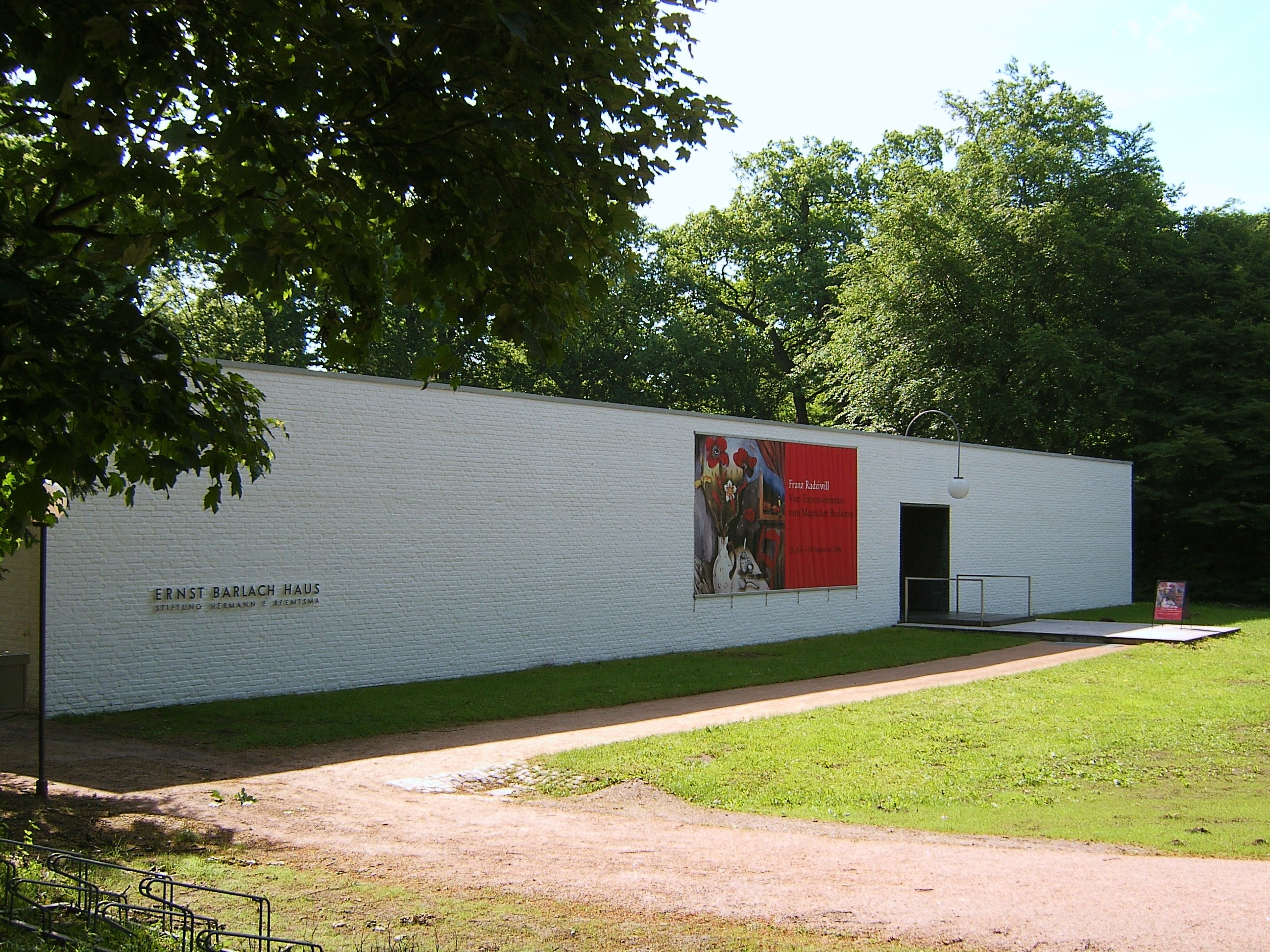
Im Park befindet sich auch das Kunstmuseum Ernst-Barlach-Haus
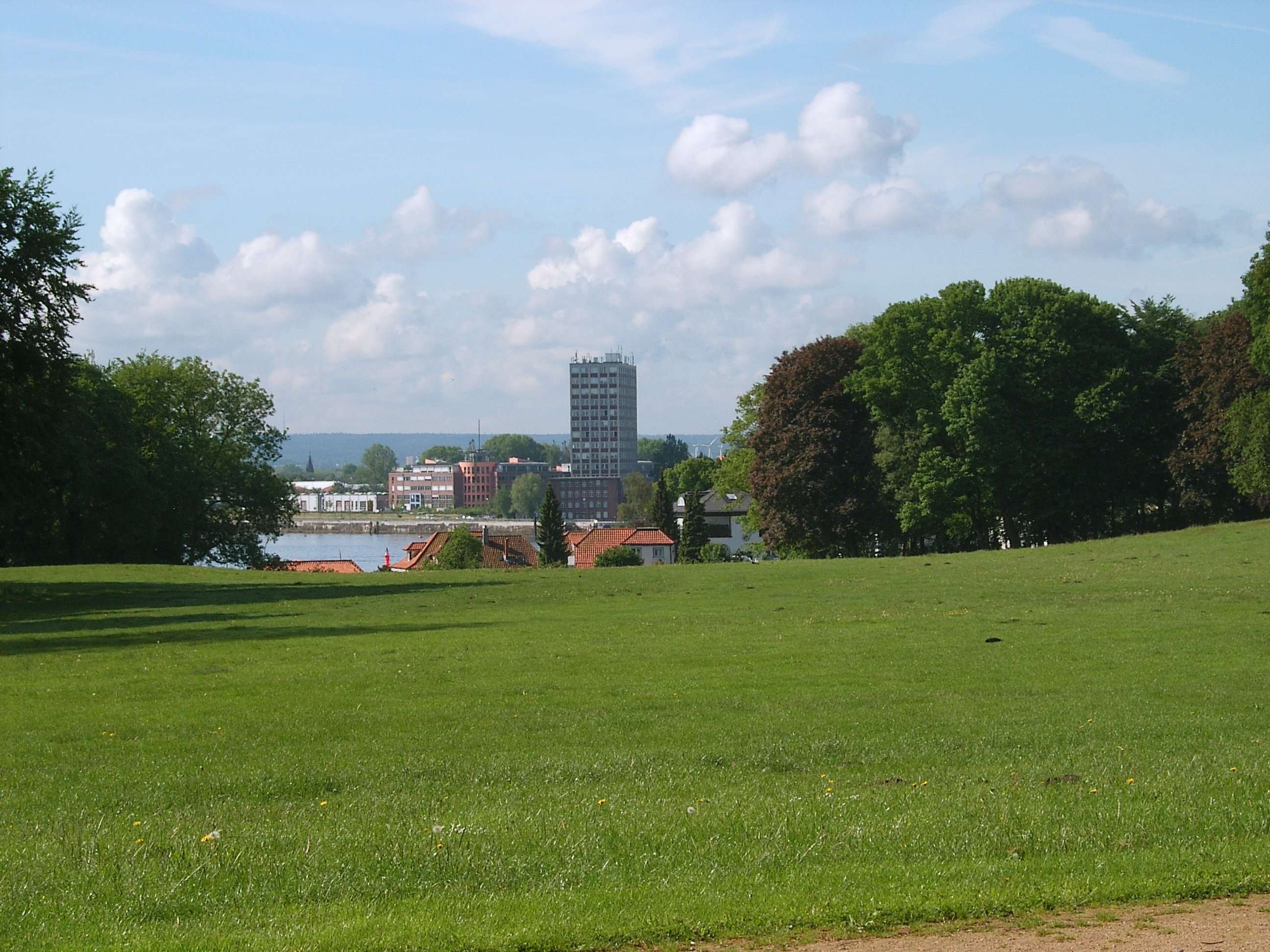
Blick vom Jenisch-Haus über die Elbe auf das ehemalige Gelände der Deutschen Werft in Finkenwerder (2006)
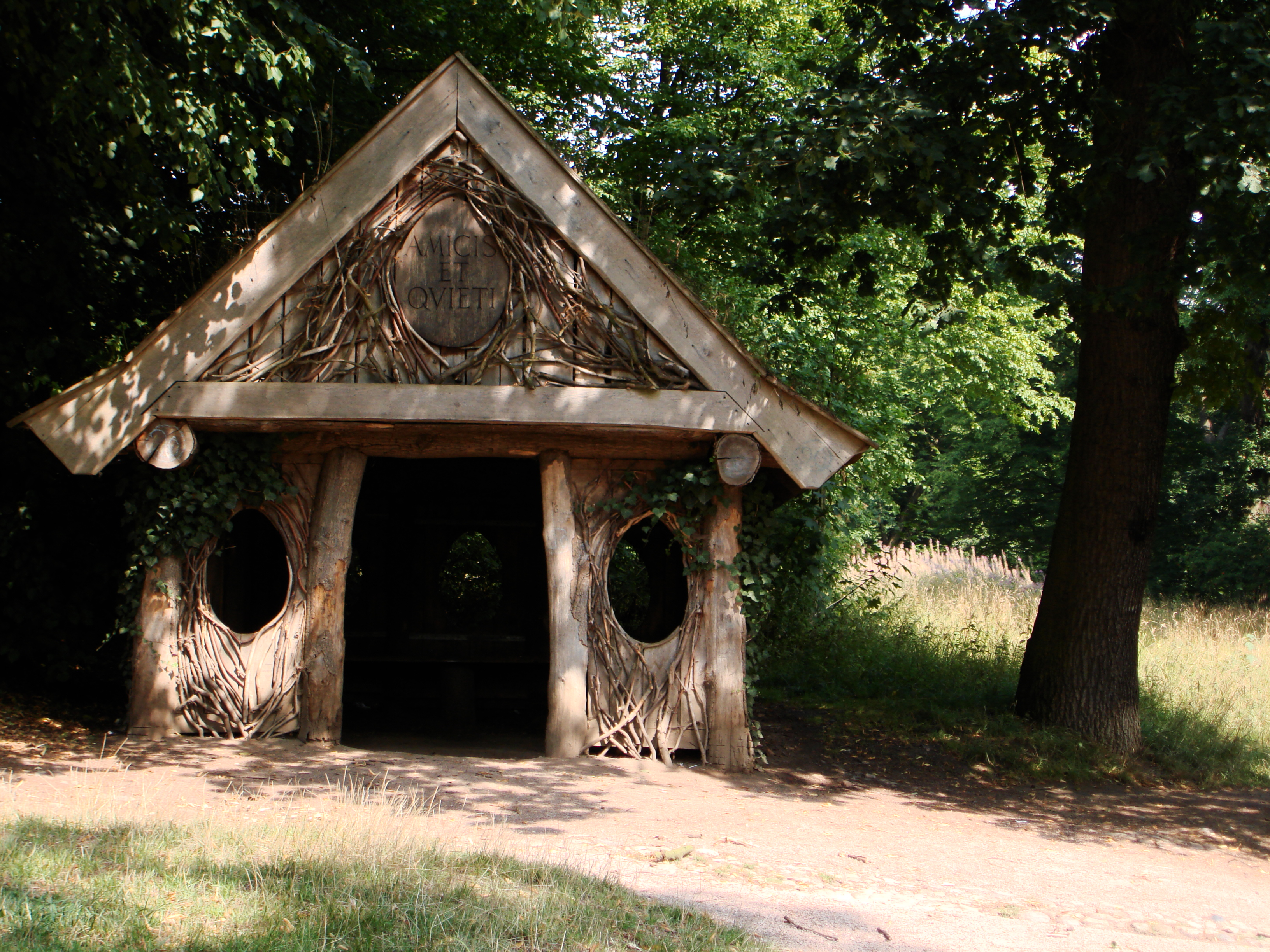
Frontseite der Eierhütte (Nachbau der Mooshütte)

## Sonderausstellungen (Auswahl)
- 16. Mai 2017 – 12. November 2017: Ernst Eitner. Monet des Nordens[1]
- 27. November 2016 – 23. April 2017: Leonore Mau. Von Hamburg in die Welt[2]
- 24. April 2016 – 23. Oktober 2016: Salonfähig. Frauen in der Heine-Zeit[3]
- 21. November 2015 – 28. März 2016: Theater an den Fäden. Marionetten, Kulissen, Produktion, Spiel[4]
- 19. Mai 2025 – 6. September 2026: Parkomania – Unerzählte Geschichten aus dem Jenischpark